# Elton Giovanni Machado
Elton Giovanni Machado, ou simplesmente Elton (Porto Alegre, 15 de Setembro de 1983), é um ex-futebolista brasileiro que atuava como volante. 

## Carreira
Elton foi revelado pelo Grêmio Porto-Alegrense em 2002, mas só começou a se destacar em 2003. Jogou no Santos entre 2004 e 2005, onde foi campeão brasileiro, em 2004. Graças à seu grande destaque no Peixe foi para o Alavés da Espanha. Em 2007 voltou ao Brasil, para jogar no Figueirense. lá, se destacou bastante, e graças às suas grandes atuações, foi contratado pelo Atlético Mineiro em 2008. Iniciou muito bem sua passagem pelo Galo, mas devido a uma lesão, e a queda de rendimento do Galo Mineiro no Brasileiro foi dispensado no fim do ano, sendo consequentemente contratado pelo Bahia, onde hoje é candidato à ídolo tricolor, pois se dedica muito em campo. Não ganhou o Campeonato Baiano pelo tricolor, mas foi eleito o melhor volante do Baianão, ao lado de Vanderson do rival Vitória. No início de 2010 foi contratado pelo Náutico, indicado pelo técnico Alexandre Gallo.
Em dezembro de 2011, ele foi dispensado pelo Náutico.
Em 2012 é contratado pelo Ituano para a disputa do Campeonato Paulista.
Em abril de 2012, acertou com o Fortaleza para disputar a Série C. Após o fracasso do Fortaleza na Série C, Elton foi dispensado.
Acertou em 2013, para jogar no Alecrim-RN.
Em maio de 2013, foi emprestado, até o fim de 2013, para o América-RN.
Acertou, para 2014, com o Brasil de Pelotas.

## Prêmios
- Craque da Torcida do Campeonato Baiano 2009

## Títulos
Santos
- Campeonato Brasileiro: 2004

Figueirense
- Campeonato Catarinense: 2008

Brasil de Pelotas
- Campeão Gaúcho do Interior 2014